# Нарва (бухта)
На́рва (до 1972 года — бухта Сидими) — бухта в Приморском крае России, в западной части Амурского залива.
Бухта вдаётся в берег между мысом Бриннера и мысом Турек. Соединена протокой с обширной неглубокой Лебяжьей лагуной, глубоко заходящей за полуостров Янковского. В западную часть бухты впадает мелководная река Нарва. С востока бухта ограничена полуостровом Ломоносова.
Берега бухты на всём своём протяжении низкие, окаймлены узким песчаным пляжем. Вблизи берегов встречаются небольшие холмы. В нескольких километрах от берега возвышенная местность поросла травой, кустарником и деревьями.